# Музей Вадима Сидура
Музей Вади́ма Сиду́ра — музей современной скульптуры на востоке Москвы, расположенный в Новогирееве. Был основан в 1989 году, с 2011 по 2017-й входил в состав музейно-выставочного объединения «Манеж». С 2018 года является филиалом Московского музея современного искусства.
Основная экспозиция состоит из работ художника Вадима Сидура разных периодов творчества, в которой представлены скульптуры, линогравюры, рисунки. В собрании музея также находятся произведения художников Анатолия Слепышева, Юрия Ларина и Леонида Берлина.
Залы музея разделены на три темы: о войне, мире и покаянии. Скульптуры занимают самый большой зал на первом этаже. Второй этаж отведён под временные выставки современного искусства и мероприятия. В постоянной экспозиции музея можно прикасаться ко всем экспонатам.

## История

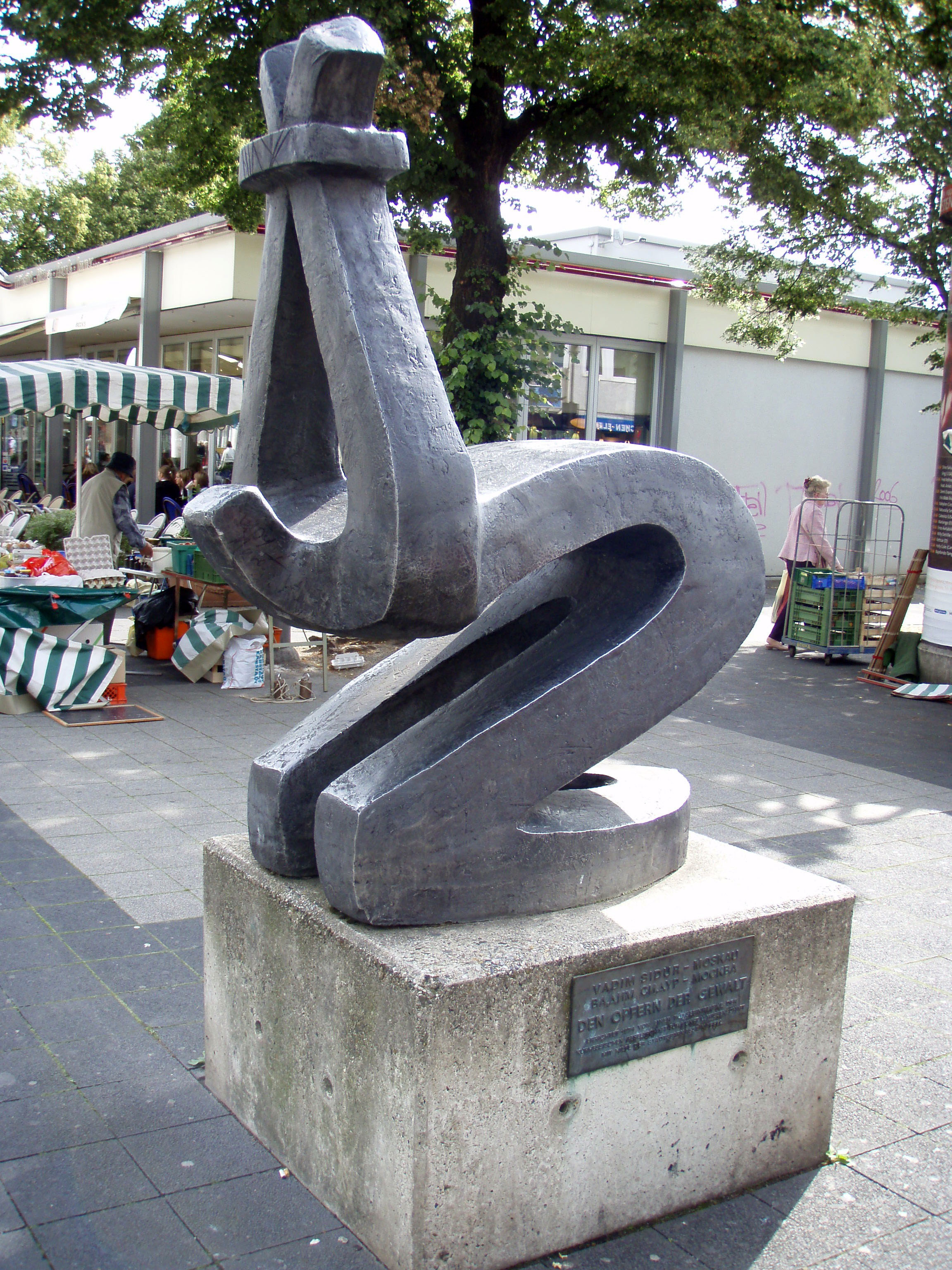
Скульптура «Жертвы насилия» в Касселе, 2007 год

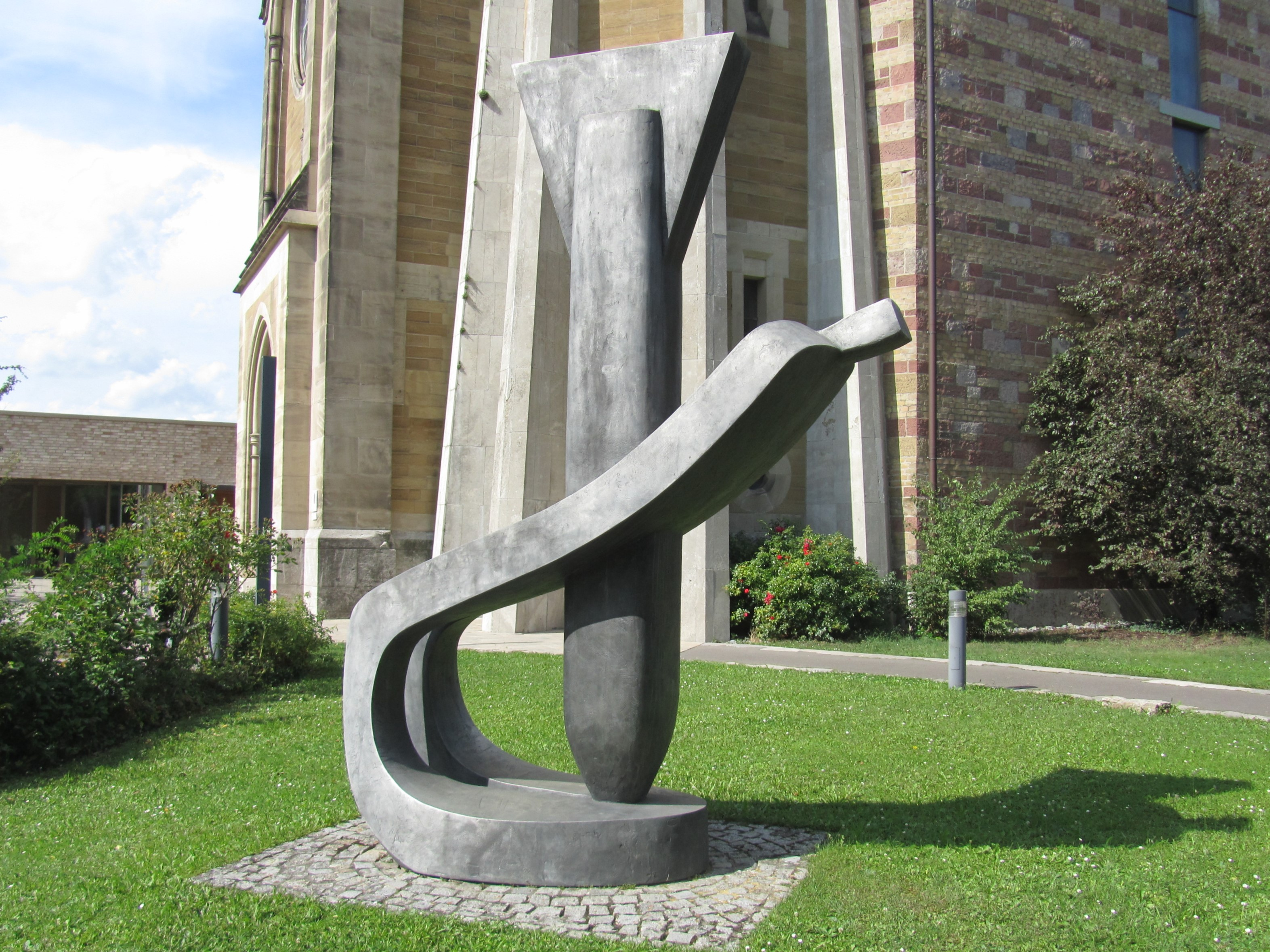
Скульптура «Смерть от бомб» в Вюрцбурге, 2017 год

### Создание музея
Вадима Сидура при советской власти обвиняли в формализме и пацифизме, из-за чего художник был исключён из КПСС. Несмотря на запрет выставлять его работы, в сентябре 1987 года, уже после смерти Сидура, состоялась первая общедоступная выставка его скульптур и графики. При поддержке исполкома Перовского районного совета Москвы было выделено помещение на Новогиреевской улице в Перовском выставочном зале площадью 300 м². Выставка открылась 11 сентября 1987 года и, проработав семь недель, решением ЦК КПСС была закрыта. За это время её посетило
15 тысяч человек.
Скульптуры Сидура оставили в помещении на случай разрешения возобновить выставку. Весной 1988 года состоялся пленум ЦК партии, после которого и было дано разрешение, и 14 сентября того же года экспозицию открыли повторно. В июле 1989-го выставка в Перовском выставочном зале получила официальный музейный статус и была переименована в Музей Вадима Сидура.

### Экспозиция
Творчество Вадима Сидура столь своеобразно и многогранно (его наследие включает в себя не только огромное количество скульптурных и графических работ, но и поэзию, прозу и даже кинематографические работы), что само по себе представляет собой целую эпоху в истории российского искусства. Выставлены наиболее известные произведения художника, в том числе небольшие авторские скульптуры, впоследствии увеличенные и установленные во многих городах мира: «Памятник погибшим от насилия» (Кассель, ФРГ), «Взывающий» (Дюссельдорф), «Треблинка» (Берлин), «Формула скорби» (Пушкин), «Портрет Альберта Эйнштейна» (Принстон, США), «Оставшимся без погребения» (Москва) и другие. Представлены различные периоды творчества В. Сидура — от реалистической пластики середины 1950-х годов до авангардных «Гроб-Арта» и «Железных пророков», которым посвящён отдельный зал. При создании этих двух циклов художник использовал в качестве рабочего материала канализационные трубы, детали автомобильных моторов и прочие отходы «второй природы» — человеческой цивилизации. Это странные человеческие фигуры, лежащие в деревянных ящиках-гробах, безмолвно протестуют против войны и насилия, царящего в современном мире.
В честь 90-летия со дня рождения Вадима Сидура была проведена масштабная реконструкция — в июле 2014 года музей стал современным выставочным центром, изменились залы, появилось профессиональное освещение и собственный кинозал.

### Деятельность
С открытия музея в нём были организованы ежегодные «Дни памяти Вадима Сидура». На первом вечере выступили артисты театра на Таганке, актёр Вениамин Смехов, поэты Юрий Левитанский и Юнна Мориц, искусствовед Юрий Маркин. Также показали фильм Сергея Стародубцева «Автопортрет в гробу, в кандалах и с саксофоном».
В музее проводятся литературные вечера. На первом из них выступали российские и израильские поэты: Хаим Гури, Моше Шамир, Михаил Генделев, Александр Аронов, Евгений Рейн и Генрих Сапгир. В другие годы на мероприятие приезжали Дмитрий Пригов, Всеволод Некрасов, Сергей Гандлевский, Лев Рубинштейн другие. В 1990—2000-х годах в музее также проходил Московский фестиваль свободного стиха, в котором участвовали Михаил Гаспаров, Сергей Кормилов, Максим Шапир, Владислав Геннадиевич Кулаков и другие авторы.
В 2011 году музей вошёл в состав музейно-выставочного объединения «Манеж». В 2012-м музей Сидура закрыли на двухлетнюю реконструкцию: отремонтировали помещения, установили новое освещение, построили гардероб и информационную зону. Были также устроены залы для просмотра фильмов и проведения лекций, пространство для концертов и публичных мероприятий.
В музее проходят выставки современных художников, скульпторов, концерты и образовательные программы. В октябре 2015 года в музее после шестилетнего перерыва вновь начали проводить литературные вечера. Программу открыли Иван Ахметьев и Георгий Геннис. На мероприятие были приглашены поэты Юрий Орлицкий, Александр Макаров-Кроткий, Владимир Тучков, Баир Дугаров.
В 2016-м в музее открылась выставка «Война и мир», где были представлены скульптуры из собрания «Манежа» и коллекции Татьяны Жогличевой. Среди них «Раненый», «Формула скорби», «Узник» и «Связи. Нежность». В том же году был организован цикл лекций об искусстве первой половины XX века: например, первые три из них были посвящены дадаизму. Лекции читал кандидат культурологии Константин Дудаков-Кашуро. Тогда же проводилась выставка художника московского авангарда Александра Бабулевича — «Архивация звука». В сентябре 2016-го в музее был реализован проект «Общее целое», посвящённый восприятию искусства людьми с ограниченными возможностями. Проект состоял из публичных круглых столов, где рассказали об истории инвалидности и её представлении в искусстве. Была также организована выставка работ Юрия Альберта, Асты Грётинг, Дэррина Мартина, Вадима Сидура, Александры Сухаревой, Файен д’Эви, Сэди Уилкокс.
В августе 2017 года в музее состоялась выставка фотографа Владислава Ефимова «И половинки достаточно» с фотографиями Перово и Новогиреево. В октябре прошла лекция о венгерском композиторе Беле Бартоке и были исполнены его произведения для скрипки. В ноябре того же года в рамках «Ночи искусств» музыкант Михаил Грибоедов прочитал лекцию о культуре уличных оркестров.
В 2018 году Музей Вадима Сидура вошёл в состав Московского музея современного искусства.

## События

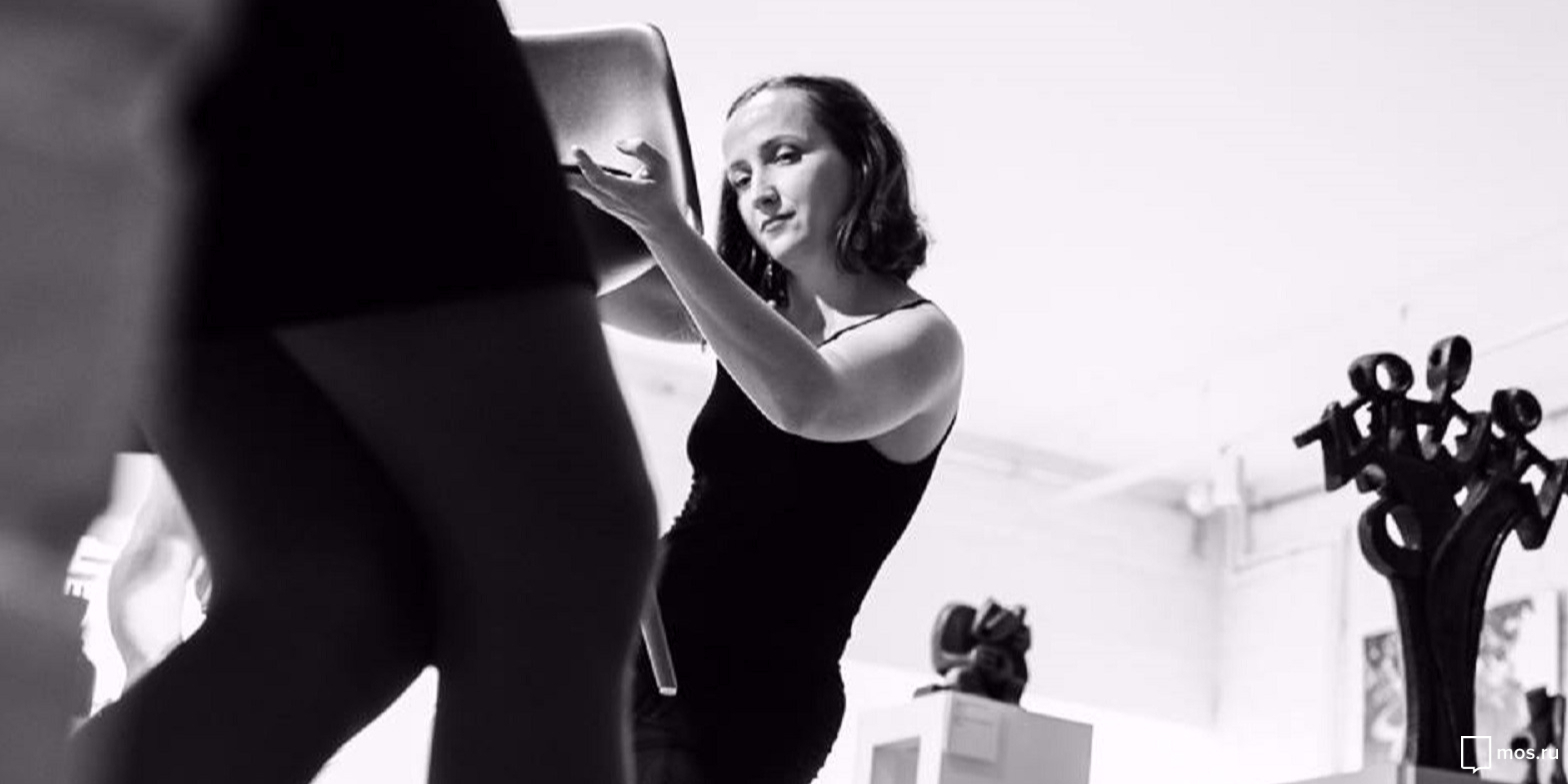
Интерактивная экскурсия в Музее Вадима Сидура, 2016 год

В 2015 году скульптуры Сидура из музея экспонировались в «Манеже» на выставке «Скульптуры, которых мы не видим». На ней также были представлены работы Николая Силиса и Владимира Лемпорта. Во время выставки участники православного общественного движения «Божья воля» во главе с Дмитрием Цорионовым (Энтео) повредили несколько гравюр и скульптур, заявив, что они оскорбляют чувства верующих. Цорионова признали виновным в мелком хулиганстве и арестовали на десять суток. Руководство «Манежа» добилось возбуждения уголовного дела по статье 243 УК РФ — уничтожение или повреждение культурных ценностей. Музей подал иск на компенсацию в 1,2 миллиона рублей. В результате экспертизы Всероссийского научного художественно-реставрационного центра имени Грабаря были выявлены царапины и потёртости на скульптурах. «Распятие» и «Снятие с креста» потеряли экспозиционный вид, в местах повреждений стали хрупкими и ломкими. В марте 2016 года по делу была арестована православная активистка Людмила Есипенко, подозреваемая в порче работ Вадима Сидура. Её заключили под домашний арест, но в ноябре того же года дело закрыли.

## Официальный сайт музея
- http://www.mmoma.ru